# 韓南大學

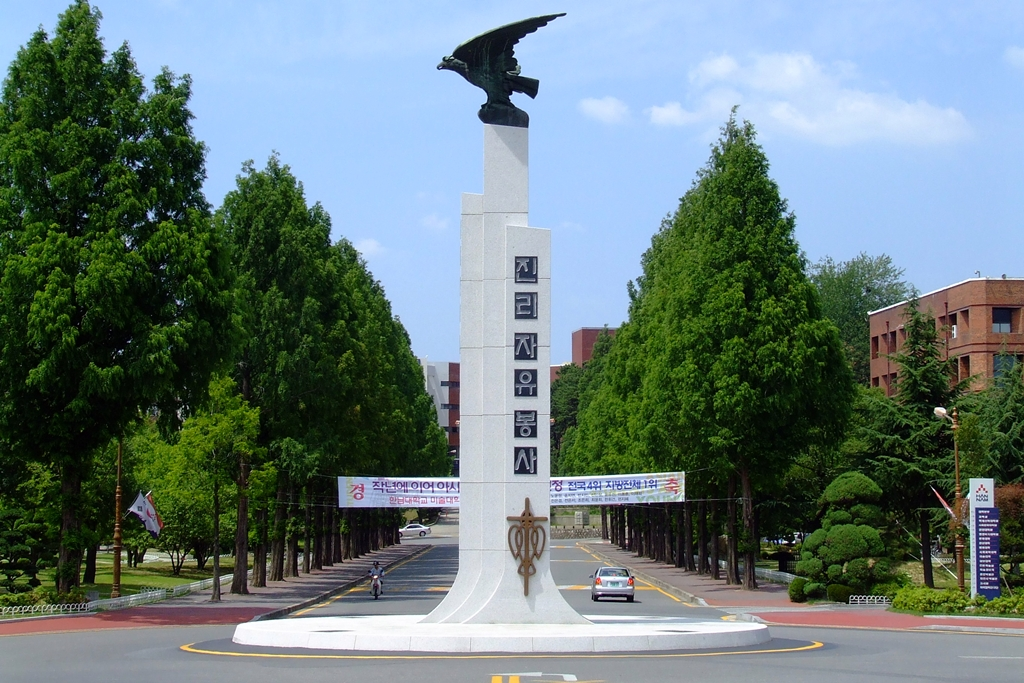

韓南大學（HNU）是1956年建立的大韩民国基督教私立大学，位於韓國大田廣域市，設有5個研究所、8個學院，韓南大學共有大德、梧井洞两个校区。

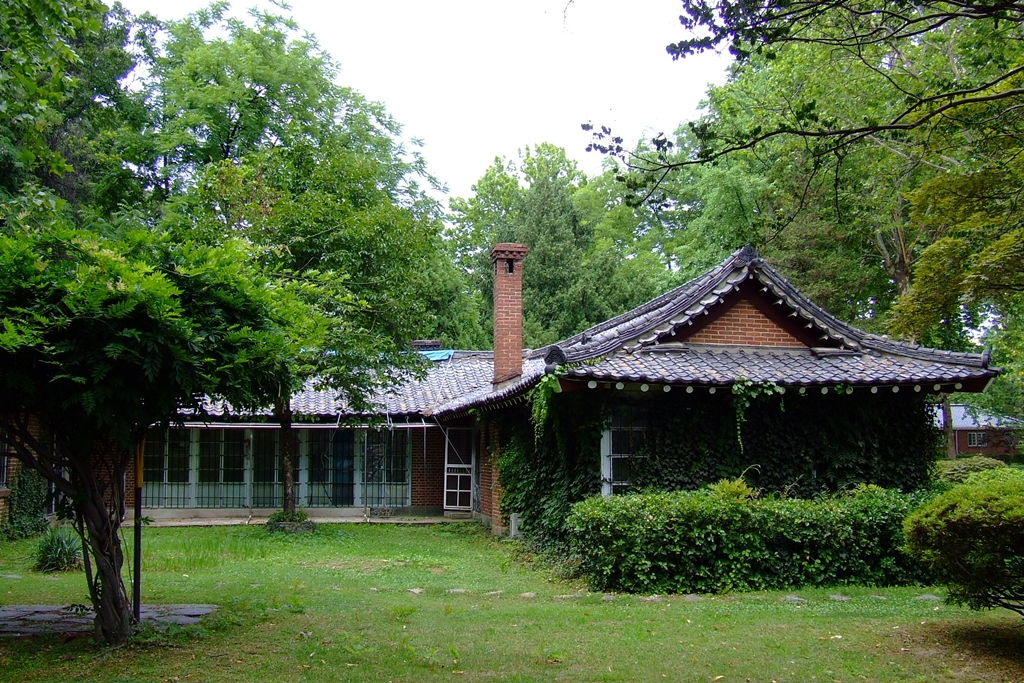
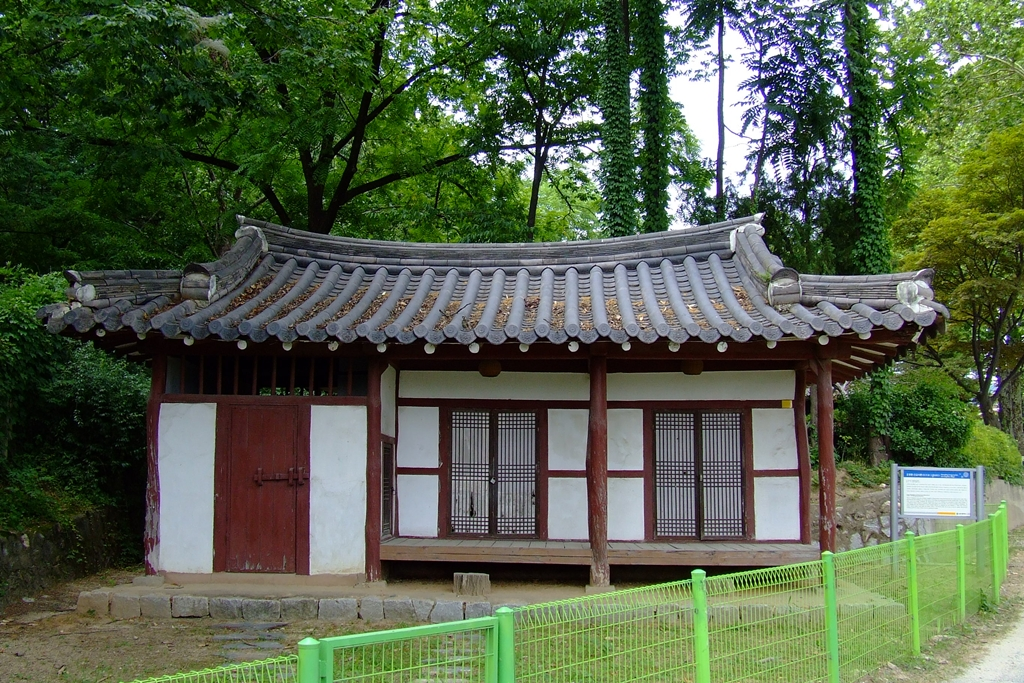
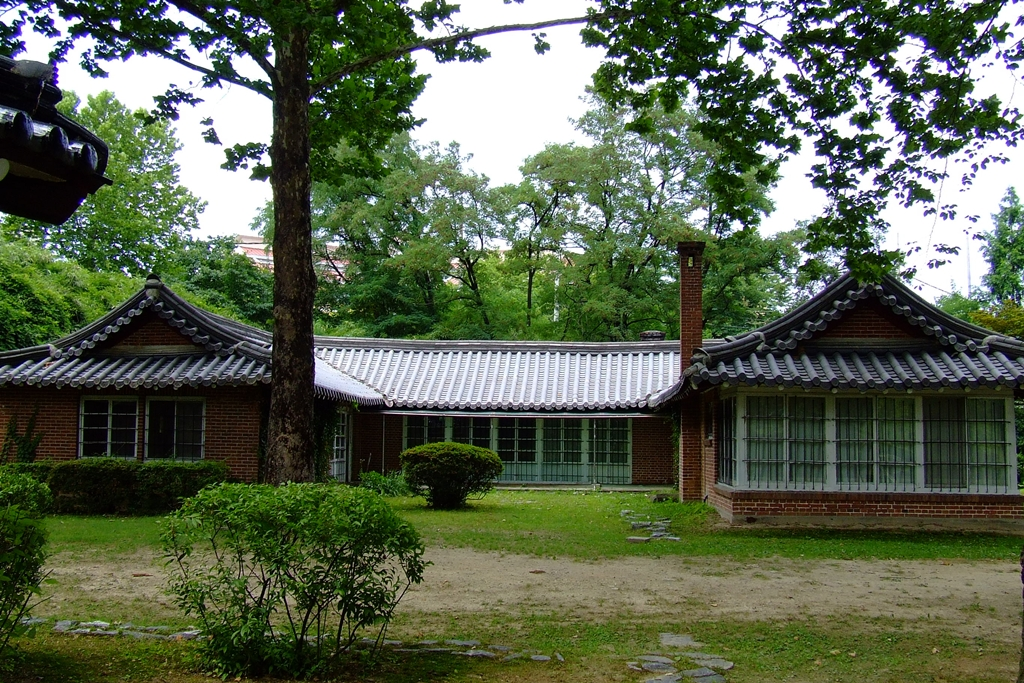

## 韩南大学 建校历史
● 大田大学（1956年 ~ 1970年） 1956年4月，在美国南长老会韩国宣教会维持财团（理事长 William A. Linton）支持下，韩南大学以四年制大田基督学馆的名义创立。1959年4月，升格为正规大学，获得大田大学的许可，首任校长由林敦博士（William A. Linton）就任（设有圣文学、英文、化学、数学物理学科，定员480名）。
● 崇田大学（1971年 ~ 1982年） 1970年9月，致力于精英式高质量教育的本校，与建校目的和理念相同的首尔崇实大学合并，校名更改为“崇田大学”（取自崇实的“崇”字和大田的“田”字），并成为韩国最早的双校区体制的大学。
● 韩南大学（1982年 ~ 至今） 应地区社会和成员们的需求，成立了“学校法人大田基督学园”，并于1982年12月将校名更改为韩南大学。本校现设有5个研究生院、9个本科单科学院、1个独立学部、54个学科（专业），附属机构5个、附设研究所2个、政策研究所11个，并与世界48个国家的270所姊妹大学保持交流。 校地面积共约43万平方米（13万坪），校舍面积共约12万5千平方米（3万8千坪），附属设施有可容纳1,600人的圣地馆（大礼堂）、配有尖端讲义楼的56周年纪念馆，以及全国大学首个获得FIFA二星认证的天然草坪综合运动场。此外，2005年在大德研究园区中心建立了约9万平方米（2万8千坪）的大德谷校区。2024年，在校园内建设了都市尖端产业园区，以信息通信、文化内容、生物技术等为中心，吸引了250家企业入驻，创造了约1,500个就业岗位，计划作为产学研合作据点大学发挥重要作用。
● 本科 韩南大学的本科课程由9个单科学院、1个独立学部、共54个学科（专业）组成，分别是：文科学院、师范大学、工科学院、智慧融合大学、经商大学、社会科学大学、生命·纳米科学大学、林敦全球学院、艺术&设计科技大学、塔尔梅奇教养·融合大学。
● 研究生院 韩南大学设有5个研究生院，分为一般研究生院和4个特殊研究生院。 一般研究生院开设硕士课程44个、博士课程42个。
特殊研究生院包括：教育研究生院、未来人才研究生院、文化艺术研究生院、跨学科神学研究生院、国防战略研究生院。

## 韩南大学 教育编制
● 本科 韩南大学的本科课程由9个单科学院和1个独立学部组成，共开设54个学科（专业）。 包括：文科学院、师范大学、工科学院、智慧融合大学、经商大学、社会科学大学、生命·纳米科学大学、林敦全球学院、艺术&设计科技大学、塔尔梅奇教养·融合大学。
● 研究生院 韩南大学设有5个研究生院，分为一般研究生院和4个特殊研究生院。 一般研究生院开设硕士学位课程44个、博士学位课程42个。 特殊研究生院包括：教育研究生院、未来人才研究生院、文化艺术研究生院、跨学科神学研究生院、国防战略研究生院。

## 走向世界的韩南
● 全球会员资格
美国长老教大学联盟（APCU）正式会员，共有66所会员校。 亚洲基督教大学协会（ACUCA）合作大学，共有63所会员校。
● 外国留学生项目 面向外国留学生的项目包括由本校韩国语教育院提供的韩国语研修课程、暑期以外语进行的韩国文化研修项目（KSSP）、国际学生助理制度等。本校为外国留学生提供系统化的管理、生活支援等各种便利。
● 海外短期语言研修项目 为了培养具备国际化时代所必需的语言能力和开阔视野的韩南人，本校在暑假及寒假期间，主办海外短期语言研修项目。通过该项目，学生可前往美国、加拿大、法国、德国、日本、中国、菲律宾、马来西亚等国家，进行3至8周的外语学习及文化体验。
● 双学位制度 “双学位”制度是指在本校与加拿大Providence大学分别取得学士学位的制度，旨在培养在国内外均获得认可的全球领导者。通过该项目，在本校修读3年，在Providence大学修读1年的学生，将获得本校所修专业的学位，同时获得Providence大学的通识学士学位（Bachelor of Arts in General Studies）。
● 交换生制度 韩南大学积极响应全球化时代的需求，通过与48个国家的270所大学签订姐妹校协议，致力于培养国际化专业人才，每年派遣约300名学生前往美国、澳大利亚、加拿大、菲律宾、日本、中国等海外姐妹大学。交换生制度指学生只需缴纳本校学费，即可在海外姐妹大学学习6个月至1年，所修学分可得到认可，在不影响正常修学进度的情况下，以低廉的费用实现留学。
● 海外姐妹大学及机构 韩南大学自1978年10月与日本四国学院大学缔结第一所姐妹大学以来，现已与全球45个国家的278所大学建立了姐妹校关系，积极开展学术信息与资料交流，并促进活跃的国际交流。特别是每年选派约300名交换生赴姐妹大学研修，同时定期开展教职员工的海外研修。